# Riemsloh

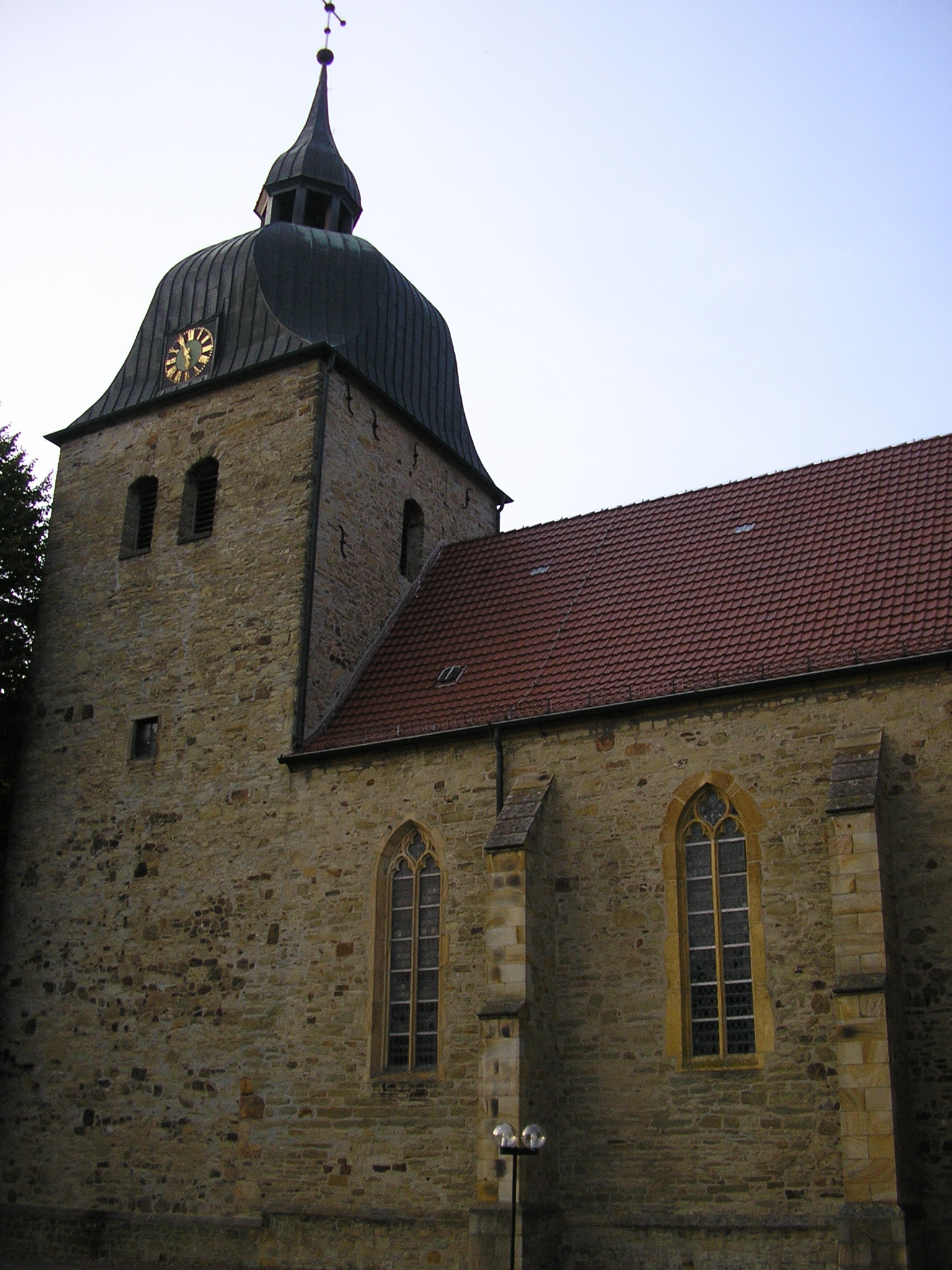
Pfarrkirche St. Johannis zu Riemsloh

Riemsloh ist ein Stadtteil von Melle in Niedersachsen, der aus den Ortsteilen Krukum, Westendorf, Westhoyel, Hoyel, Groß Aschen und Döhren besteht. Der Ort liegt an der Grenze zu Nordrhein-Westfalen.

## Geschichte

### Name
Der Name Riemsloh lässt sich ableiten von rimi-loh, einem den Göttern geheiligten Hain. Andere Deutungen wie rima, was so viel wie Rand oder Grenze bedeutet, sind aber auch nicht ausgeschlossen.

### Mittelalter
Riemsloh ist aus einem Königshof entstanden, der nach den Sachsenkriege Karls des Großen zur Sicherung der Straße Osnabrück–Herford eingerichtet wurde. Im Jahr 1090 soll Riemsloh zur Pfarre erhoben worden sein. Ein belegmäßiger Nachweis dafür fehlt allerdings. Erstmals urkundlich erwähnt wird Riemsloh im Jahr 1160.
Noch heute befinden sich in Riemsloh die Überreste der zum Königshof gehörigen Burg, deren Überreste als „Hünenburg“ bekannt sind. Sie lassen deutlich die Gliederung der Burg in Vor- und Hauptburg erkennen.
Die Franken legten im Zuge der Christianisierung an der Via Regia (Königsstraße) zwischen Herford und Osnabrück im 9. Jahrhundert den Meierhof in Riemsloh an, um u. a. die teilweise im Verbund (Drubbel) angelegten Siedlungen zu schützen. Die zum Meierhof gehörige Eigenkirche wurde 1090 zur Pfarrkirche erhoben. Die heutige katholische Johanniskirche besteht aus einem einschiffigen gotischen Bau mit vier rechteckigen Langhausjochen, der vermutlich vom Ende des 15. Jahrhunderts stammt. Belege für eine frühere Existenz liegen nicht vor. Auf dem Meierhof (Redemeier) versammelten sich alljährlich am Dienstag nach Dionysius (9. Oktober) die Bauern, die einem Grundherren unterstanden (Domkapitel zu Osnabrück), zur sogenannten Riemsloher Hausgenossenschaft.
Um 1222 wurde auf der Höhe von Hagil, dem heutigen Hoyel, eine Eigenkirche des Meierhofs zu Hoyel errichtet. Die St.-Antonius-Kirche wurde nach dem heiligen Antonius benannt.

### Ab 19. Jahrhundert
Das Kirchdorf Riemsloh war seit dem Mittelalter Sitz der Vogtei Riemsloh, die bis zu den Napoleonischen Kriegen zum Amt Grönenberg des Hochstifts Osnabrück gehörte. Von 1807 bis 1810 gehörten die Orte der Vogtei Riemsloh zum Kanton Neuenkirchen im napoleonischen Satellitenstaat Königreich Westphalen. Von 1811 bis 1813 gehörte der Ort unmittelbar zu Frankreich und war Sitz der Mairie (Bürgermeisterei) Riemsloh im Arrondissement Osnabrück des Departements der Oberen Ems. 1814 kam Riemsloh zum Königreich Hannover und gehörte dort wieder zum Amt Grönenberg. Seit 1853 bildete die ehemalige Vogtei bzw. Mairie Riemsloh die Samtgemeinde Riemsloh-Hoyel. Diese bestand aus den Mitgliedsgemeinden Bennien, Döhren, Groß Aschen, Hoyel, Krukum, Westendorf sowie Westhoyel und fiel 1867 mit dem gesamten Königreich Hannover an Preußen. Seit 1885 gehörte die Samtgemeinde zum Landkreis Melle.
1925 wurde der TSV Riemsloh gegründet. Eine Ausdehnung des Dorfes Riemsloh erfolgte nach dem Zweiten Weltkrieg durch die Ansiedlung einiger Betriebe für die Holzverarbeitung und durch die Ausweisung neuer Wohngebiete, z. B. Eickrott, Krähenkamp, Auf dem Brinke, Zuckerkamp, Mühlenheide, Kamerun und Vicariuskamp.
Die Samtgemeinde Riemsloh-Hoyel wurde in der ersten Phase der Gebietsreform in Niedersachsen am 1. Januar 1970 aufgelöst. Ihre sieben Mitgliedsgemeinden wurden zur Gemeinde Riemsloh zusammengeschlossen, die wiederum am 1. Juli 1972 in die Stadt Melle eingemeindet wurde.
Bis auf den Ortsteil Bennien, der dem Stadtteil Bruchmühlen zugeordnet wurde, wurde aus der Gemeinde Riemsloh der Meller Stadtteil Riemsloh.
Der Stadtteil Riemsloh versorgt als Unterzentrum durch Schule, Kindergarten, Freibad, Ärzte, Apotheke, Einzelhandel, Kirche und Bürgerbüro die Einwohner.
2010 gab die Rational Einbauküchen GmbH ihren Produktionsstandort in Riemsloh auf. Die Firma Ruwac Industriesauger GmbH ist seitdem mit 170 Mitarbeitern der größte Arbeitgeber.

### Zeit des Nationalsozialismus
In der Zeit des Nationalsozialismus war der Bauer Hugo Trebbe NSDAP-Ortsgruppenleiter und Vorsteher der Samtgemeinde Riemsloh-Hoyel. Trebbe und Wilhelm Dröge, NSDAP-Ortsgruppenleiter von Altenmelle, leiteten zusammen im März 1941 einen NS-Schauprozess in Döhren, in dem ein polnischer Zwangsarbeiter wegen „Rassenschande“ im Wald bei Riemsloh öffentlich erhängt wurde. Der polnische Landarbeiter Józef Grześkowiak wurde 1942 in Riemsloh der „Rassenschande“ bezichtigt, zum Tode verurteilt und hingerichtet. Seit 2013 erinnert in Melle-Riemsloh ein Gedenkstein.
Aus Hoyel stammen der in Berlin tätige Sozialbeamte Hermann Althaus (1899–1966), 1944 SS-Oberführer und Ludwig Münchmeyer (1885–1947), der als Reichsredner der NSDAP tätig war.

### Einwohnerentwicklung
Wohnbevölkerung der Vogtei Riemsloh, der Samtgemeinde Riemsloh und der Gemeinde Riemsloh von 1970:
| Jahr               | Einwohner | Quelle |
| ------------------ | --------- | ------ |
| 1845               | 4018      | [ 6 ]  |
| 1871               | 3576      | [ 7 ]  |
| 1910               | 3551      | [ 8 ]  |
| 17. Mai 1939       | 3436      | [ 9 ]  |
| 13. September 1950 | 5260      | [ 10 ] |
| 6. Juni 1961       | 4590      | [ 10 ] |
| 27. Mai 1970       | 4708      | [ 10 ] |

Wohnbevölkerung des Stadtteils Riemsloh
| Datum             | Einwohner |
| ----------------- | --------- |
| 22. August 2011   | 3506      |
| 31. Dezember 2021 | 3536      |
| 31. Dezember 2022 | 3534      |
| 31. Dezember 2023 | 3550      |

## Ortsrat
Der Ortsrat, der Riemsloh vertritt, setzt sich aus 15 Mitgliedern zusammen. Die Ratsmitglieder werden durch eine Kommunalwahl für jeweils fünf Jahre gewählt. Die aktuelle Amtszeit begann am 1. November 2021 und endet am 31. Oktober 2026. Der Ortsrat wählte in seiner konstituierenden Sitzung Dieter Kintscher (CDU) zum Ortsbürgermeister. Zu seinem Stellvertreter wurde Heinrich Thöle (FDP) gewählt.

Bei der Kommunalwahl 2021 ergab sich folgende Sitzverteilung:
| Ortsrat 2021Insgesamt 15 Sitze - SPD: 3 - Grüne: 4 - FDP: 2 - CDU: 6 |

## Sehenswürdigkeiten

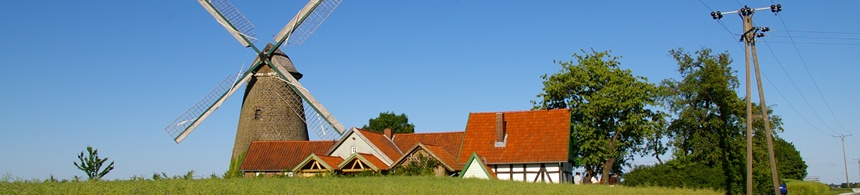
Windmühle Westhoyel
Die Westhoyeler Windmühle wurde 1870 erbaut. Bis ca. 1920 erfolgte der Antrieb mit Windkraft, danach mit verschiedenen Motoren. Im Jahre 1985 wurde der „Verein zur Restaurierung und Erhaltung der Westhoyeler Windmühle e. V.“ gegründet, der die Mühle grundlegend restaurierte, so dass sie 1990 wieder in Betrieb genommen werden konnte. 1993 wurde die Renovierung des Müllerhauses abgeschlossen, 1995 die des Backhauses. Mehrmals jährlich finden Mahl- und Backtage statt.

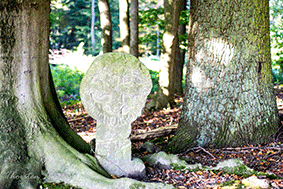
Sühnestein
Bei den „Buddenbergs Birken“ führt ein gekennzeichneter Wanderweg zum Riemsloher Sühnestein, der am alten Riemsloher Kirchweg steht. Der Stein gehört zur Gruppe der Kreuzsteine mit rundem Oberteil auf einem rechteckigen oder trapezförmigen Unterbau. Er besteht aus Sandstein und ist ursprünglich aus einem Stück gearbeitet.

## Infrastruktur
- Sportverein TSV Riemsloh
- Bürgerbüro
- Grundschule Riemsloh
- Freibad von 1982
- Kinder- und Jugendhilfe Hünenburg
- Ev. St.-Johann-Kirche von 1910
- Freiwillige Feuerwehr Melle/Riemsloh sowie zwei weitere Freiwillige Feuerwehren in Hoyel und Groß-Aschen.
- Sanitätsgruppe des DRK-Ortsvereins Riemsloh für den erweiterten ehrenamtlichen Rettungsdienst mit einem Rettungswagen und einem Mannschaftswagen aus Melle.
- Autobahnanschluss 25 Riemsloh der A 30